# Jizerské hory
Jizerské hory (německy Isergebirge, polsky Góry Izerskie, hovorově též nazývané Jizerky) jsou geomorfologickým celkem a nejsevernějším pohořím Česka. Pohoří bylo nazváno podle řeky Jizery, která pramení na svazích Smrku, což je nejvyšší hora české části hor. Bylo dříve považováno za západní výběžek Krkonoš. Zhruba třetina pohoří se nachází v Polsku, kde také leží Wysoka Kopa (1128 m), nejvyšší vrchol celých Jizerských hor.
Kolem hor se nacházejí města Liberec, Frýdlant, Raspenava, Nové Město pod Smrkem, Świeradów-Zdrój, Szklarska Poręba, Desná, Tanvald a Jablonec nad Nisou. Z hlediska územněsprávního členění se česká část pohoří nachází v okresech Liberec, Jablonec nad Nisou a Semily Libereckého kraje.

## Horopis
Pro Jizerské hory jsou charakteristické zarovnané povrchy ve vrcholových oblastech tvořící tak vysoko položené náhorní plošiny, z nichž se zvedají žulové vrcholky a na nichž jsou mělké deprese obsahující četná rašeliniště.

### Geomorfologické členění

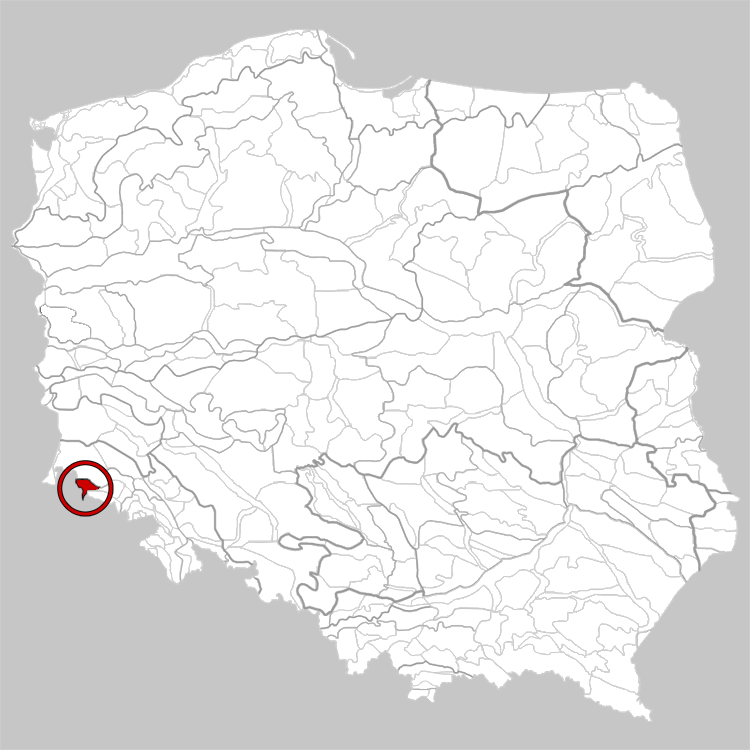
Jizerské hory v rámci Polska

Jizerské hory jsou samostatnou geomorfologickou jednotkou masivu Krkonošsko-jesenické subprovincie, rozdělenou na menší severní Smrčskou hornatinu a hlavní Jizerskou hornatinu. Kompletní geomorfologické členění české části hor uvádí následující tabulka:
| Geomorfologické členění Jizerských hor                                               | Geomorfologické členění Jizerských hor | Geomorfologické členění Jizerských hor                                                                                 |
| ------------------------------------------------------------------------------------ | -------------------------------------- | --- |
| ČESKÁ VYSOČINA • Krkonošsko-jesenická subprovincie • Krkonošská oblast               |                                        | |
| SMRČSKÁ HORNATINA                                                                    | Vysoký jizerský hřbet                  | Vlašský hřeben (Smrk, 1124 m)Libverdská vrchovina (Měděnec, 777 m)                                                     |
| JIZERSKÁ HORNATINA                                                                   | Smědavská hornatina                    | nečlení se (Jizera, 1122 m)                                                                                            |
| JIZERSKÁ HORNATINA                                                                   | Soušská hornatina                      | Střední jizerský hřeben (Věžní skály, 1018 m)Zámecký hřbet (Černý vrch, 1029 m)Milířská vrchovina (Milíře, 1002 m)     |
| JIZERSKÁ HORNATINA                                                                   | Polednická hornatina                   | Kristiánovská hornatina (Dlouhá seč, 967 m) Olivetská hornatina (Olivetská hora, 886 m)                                |
| JIZERSKÁ HORNATINA                                                                   | Bedřichovská vrchovina                 | Antonínovská vrchovina (Mariánská hora, 874 m) Rudolfovská vrchovina (Maliník, 827 m)                                  |
| JIZERSKÁ HORNATINA                                                                   | Tanvaldská vrchovina                   | Desenská vrchovina (Desenský hřeben, 908 m) Lučanská vrchovina (Špičák, 812 m) Loučenská vrchovina (Dračí vrch, 676 m) |
| JIZERSKÁ HORNATINA                                                                   | Oldřichovská vrchovina                 | nečlení se (Špičák, 724 m)                                                                                             |
| JIZERSKÁ HORNATINA                                                                   | Černostudnická hornatina               | Černostudnický hřbet (Černá studnice, 872 m) Příchovický hřbet (bezejmenný, 799 m)                                     |
| JIZERSKÁ HORNATINA                                                                   | Maršovická vrchovina                   | nečlení se (Maršovický vrch, 743 m)                                                                                    |
| JIZERSKÁ HORNATINA                                                                   | Albrechtická vrchovina                 | nečlení se (Kančí vrch, 680 m)                                                                                         |
| PROVINCIE • Subprovincie • Oblast / Celek / PODCELEK • Okrsek • Podokrsek • (vrchol) |                                        | |

Jizerské hory sousedí s následujícími geomorfologickými jednotkami (od severu dle směru pohybu hodinových ručiček): Frýdlantská pahorkatina, Kotlina Jeleniogórska, Krkonoše, Krkonošské podhůří, Ještědsko-kozákovský hřbet a Žitavská pánev. Od okolních jednotek (s výjimkou Krkonoš) jsou Jizerské hory ostře odděleny. Například severní svah k Frýdlantské pahorkatině, zvedající se nad údolím Smědé, má relativní výšku 500 m. Na severovýchodě se podobně tyčí Vysoký jizerský hřeben nad údolím Kwisy a Malé Kamienné. Na jihu sice pohoří přechází plynule do Liberecké kotliny, je však uzavřeno 18 km dlouhým Černostudničním hřebenem.

### Tisícovky

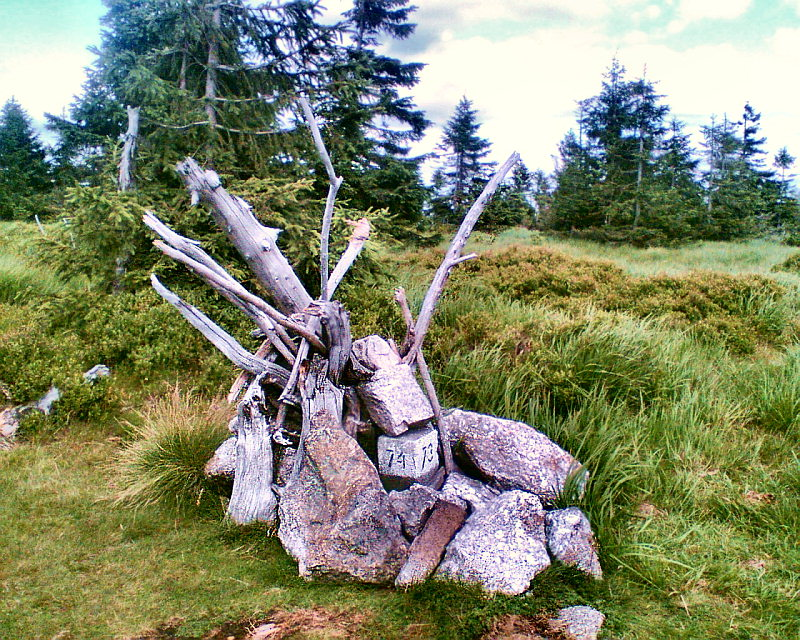
Wysoka Kopa, nejvyšší hora

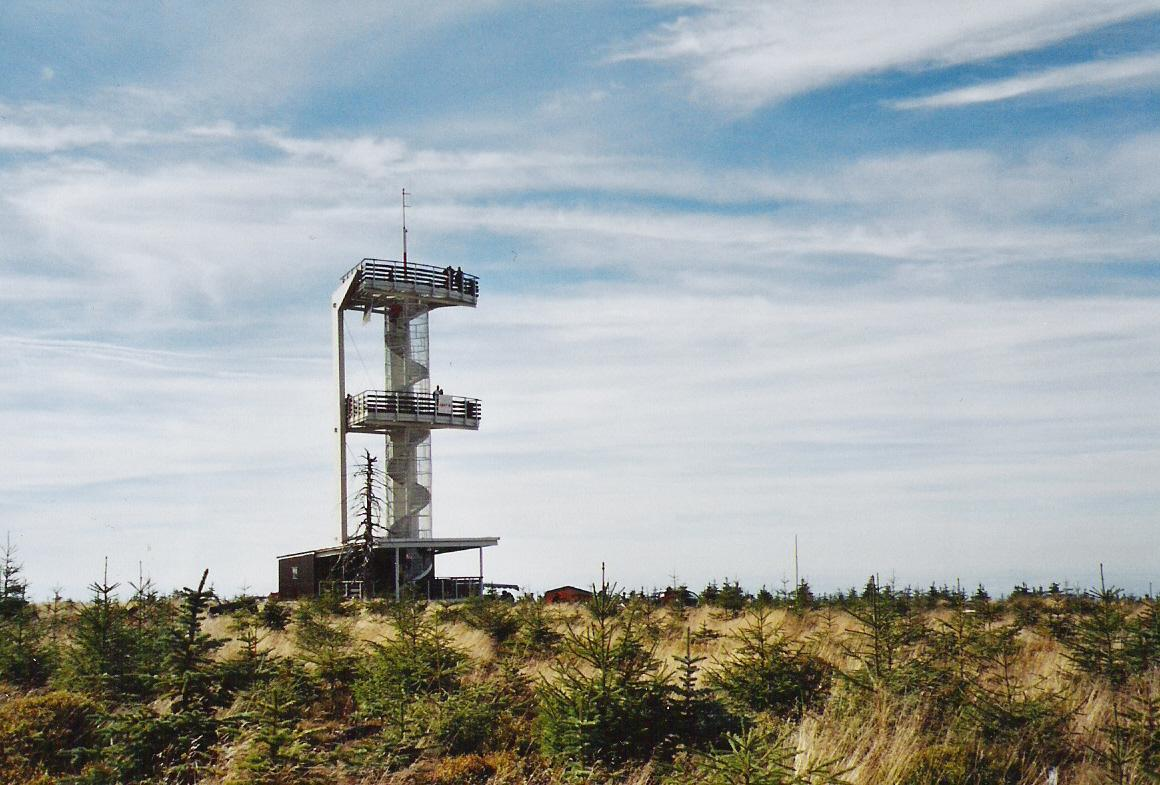
Smrk, nejizolovanější hora

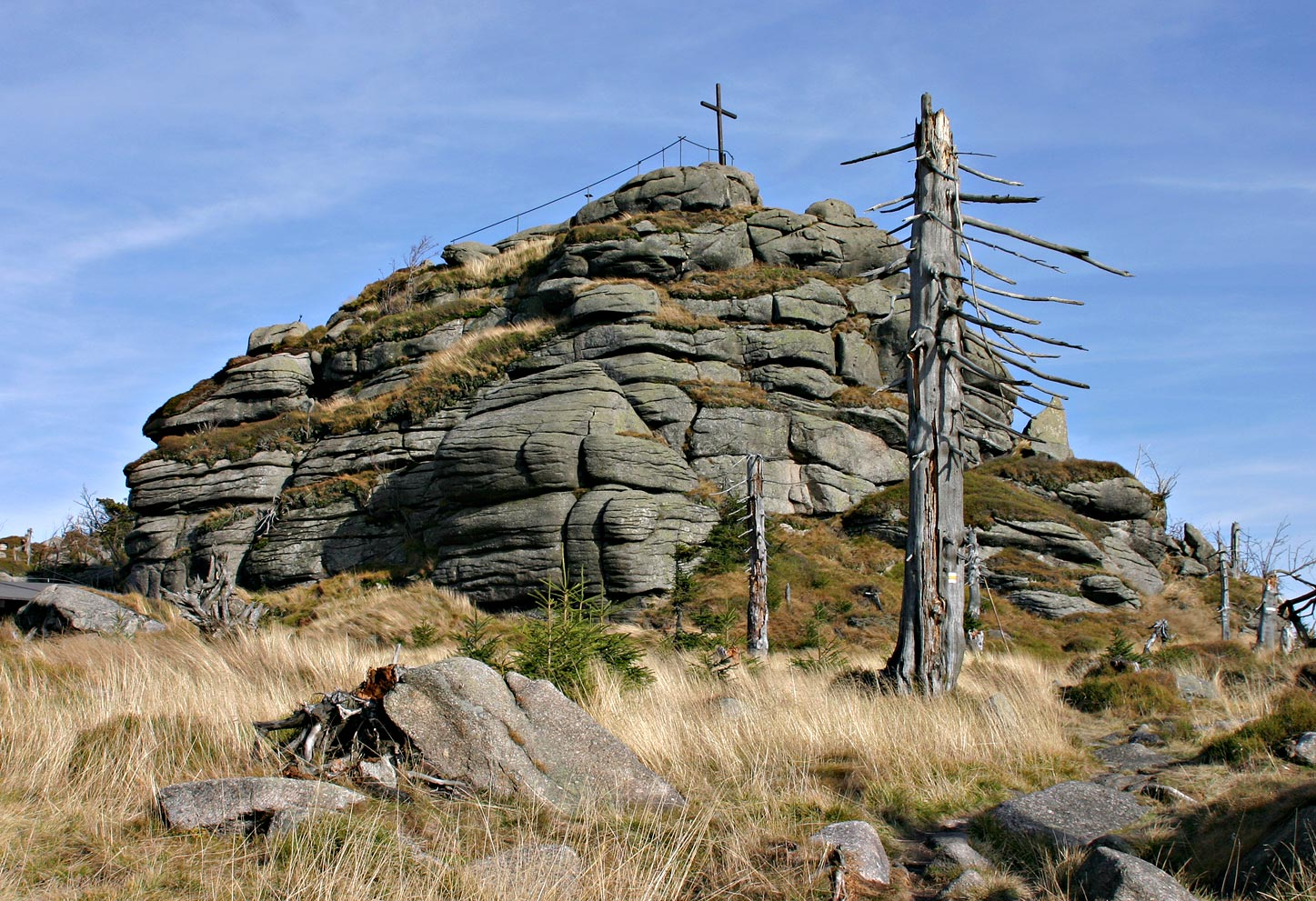
Jizera, 2. nejprominentnější

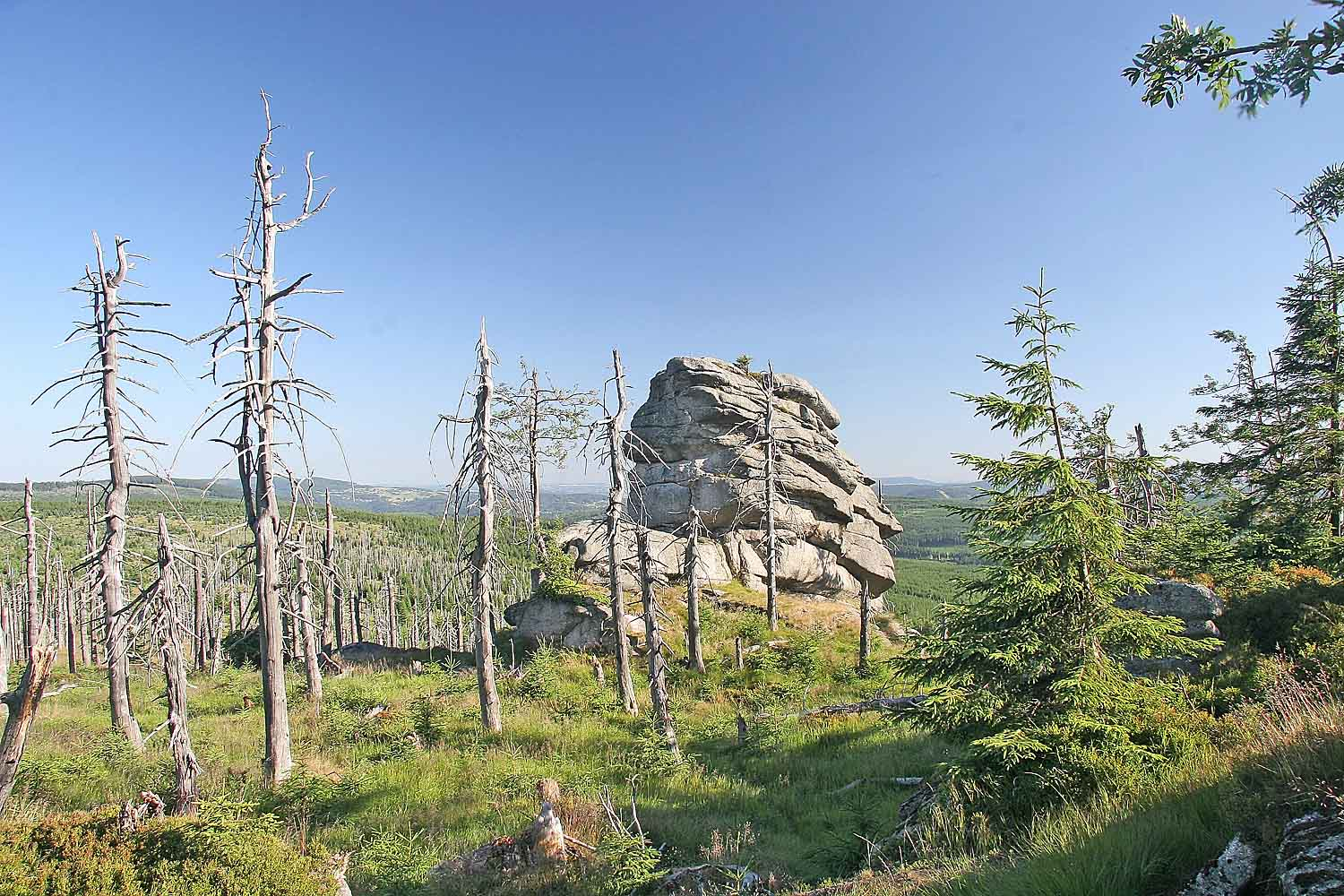
Černý vrch, 4. nejprominentnější

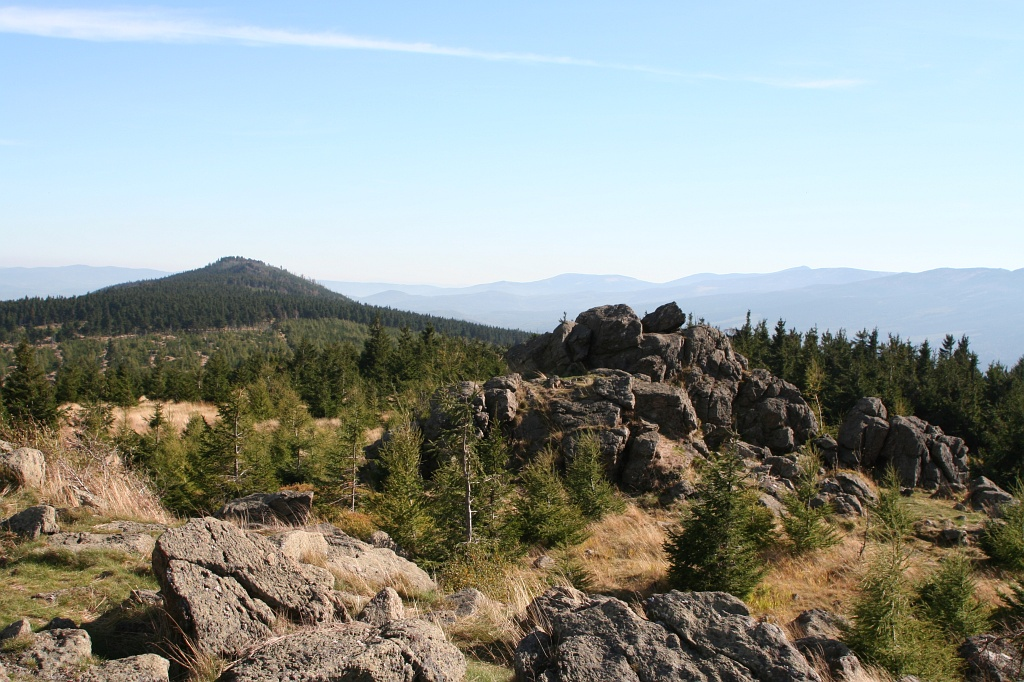
Wysoki Kamień, 4. nejizolovanější

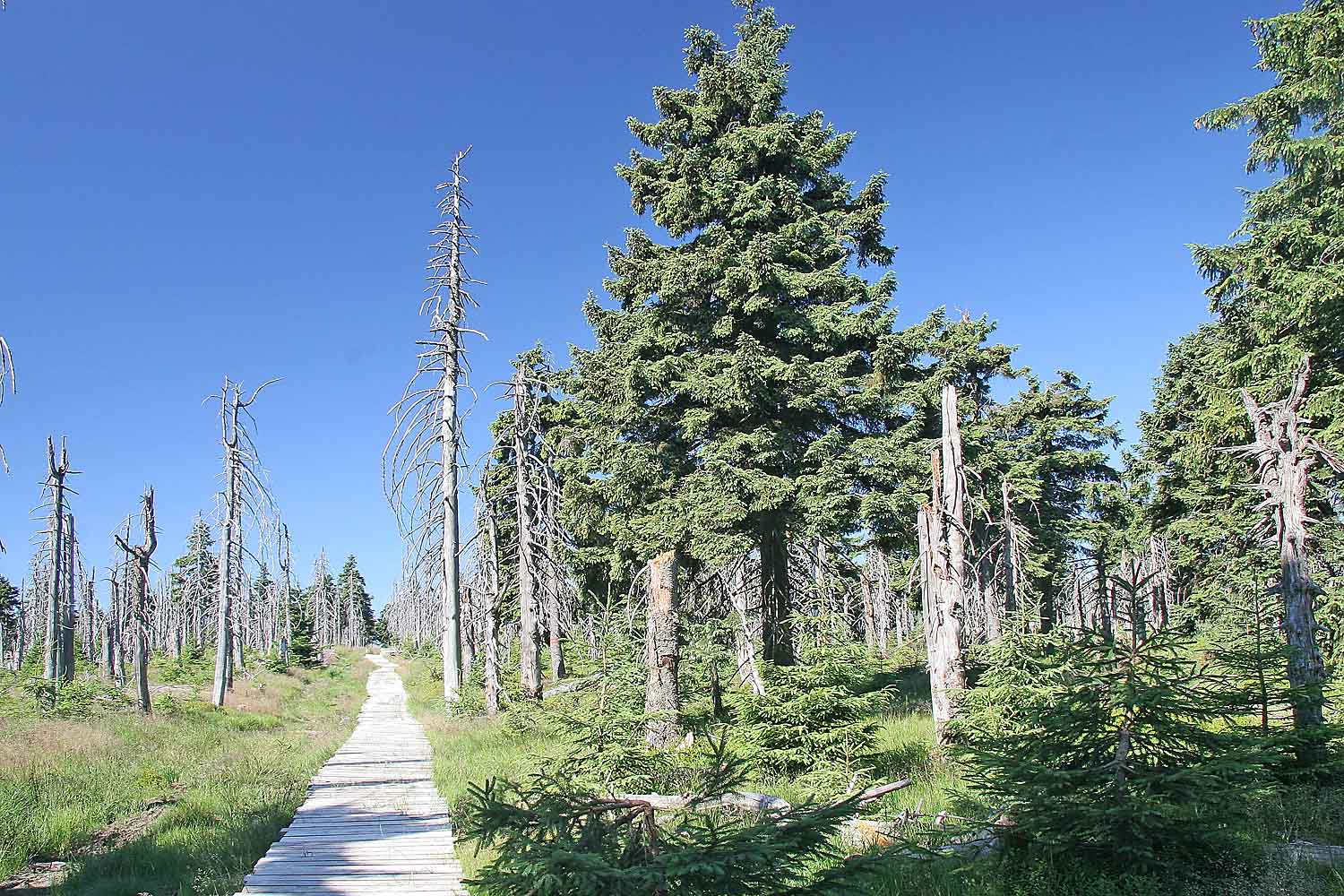
Černá hora, 5. nejizolovanější

V Jizerských horách se nachází celkem 30 tisícovek (vrcholů s výškou nad 1000 metrů a prominencí nad 5 metrů). Některé zdroje přitom neuvádějí Bílou smrt (1010 m) ležící mezi Holubníkem a Černou horou, Milíře (1002 m) nacházející se jižně od Jizery nebo Smrek, vedlejší vrchol Smrku těsně za česko-polskou hranicí. Naopak se někdy uvádí Świeradowiec a Złote Jamy, to však nejsou samostatné vrcholy, ale jen spočinky.
V české části hor se nalézá 15 tisícovek a většina z nich je zakončena výraznými skalními útvary. Mají také poměrně hluboká sedla – 7 z nich má prominenci (převýšení od sedla) okolo 100 m a více. V polské části se nachází také 15 tisícovek, včetně nejvyšší Wysoke Kopy, jejich podoba je ovšem odlišná, skalních útvarů je mnohem méně, hory mají většinou plochá temena a mělká sedla. Kromě Wysoke Kopy nemá žádný vrchol větší prominenci než 60 metrů.
Následující tabulka uvádí všechny tisícovky s uvedenou nadmořskou výškou, prominencí a izolací. Zajímavostí je, že Jizera má vyšší prominenci než Smrk, nejvyšší hora české části hor. Naopak Smrk má vyšší izolaci než Wysoka Kopa, nejvyšší hora celých Jizerek. Další zajímavostí je prominence Černého vrchu, který je s výškou 1026 m až 17. nejvyšší, a přesto je to 4. nejprominentnější tisícovka celých Jizerek.
| Vrchol                    | Výška  | Promi- nence | Izolace                  | Okrsek                | Stát |
| ------------------------- | ------ | ------------ | ------------------------ | --------------------- | ---- |
| Wysoka Kopa               | 1128 m | 243 m        | 05,6 km → Luboch         | Vysoký jizerský hřbet | PL   |
| Smrk                      | 1124 m | 184 m        | 11,0 km → Wysoka Kopa    | Vysoký jizerský hřbet | CZ   |
| Smrek                     | 1123 m | 005 m        | 00,4 km → Smrk           | Vysoký jizerský hřbet | PL   |
| Jizera                    | 1122 m | 238 m        | 06,2 km → Smrk           | Smědavská hornatina   | CZ   |
| Sine Skałki               | 1122 m | 016 m        | 01,2 km → Wysoka Kopa    | Vysoký jizerský hřbet | PL   |
| Przednia Kopa             | 1114 m | 007 m        | 01,0 km → Wysoka Kopa    | Vysoký jizerský hřbet | PL   |
| Stóg Izerski              | 1107 m | 050 m        | 01,5 km → Smrek          | Vysoký jizerský hřbet | PL   |
| Černá hora                | 1084 m | 110 m        | 03,4 km → Jizera         | Smědavská hornatina   | CZ   |
| Smědavská hora            | 1084 m | 098 m        | 02,0 km → Jizera         | Smědavská hornatina   | CZ   |
| Izerskie Garby            | 1084 m | 025 m        | 00,8 km → Wysoka Kopa    | Vysoký jizerský hřbet | PL   |
| Holubník                  | 1071 m | 072 m        | 02,2 km → Černá hora     | Smědavská hornatina   | CZ   |
| Sněžné věžičky            | 1066 m | 016 m        | 00,6 km → Černá hora     | Smědavská hornatina   | CZ   |
| Wysoki Kamień             | 1058 m | 060 m        | 03,5 km → Izerskie Garby | Vysoký jizerský hřbet | PL   |
| Wysoki Kamień Z           | 1050 m | 012 m        | 00,3 km → Wysoki Kamień  | Vysoký jizerský hřbet | PL   |
| Zwalisko                  | 1047 m | 022 m        | 00,7 km → Izerskie Garby | Vysoký jizerský hřbet | PL   |
| Łużec                     | 1037 m | 005 m        | 00,4 km → Stóg Izerski   | Vysoký jizerský hřbet | PL   |
| Černý vrch                | 1029 m | 142 m        | 01,9 km → Jizera         | Soušská hornatina     | CZ   |
| Zawalidroga               | 1025 m | 007 m        | 00,4 km → Wysoki Kamień  | Vysoký jizerský hřbet | PL   |
| Zawalidroga Z             | 1023 m | 012 m        | 00,4 km → Zawalidroga    | Vysoký jizerský hřbet | PL   |
| Věžní skály               | 1018 m | 117 m        | 03,4 km → Černý vrch     | Soušská hornatina     | CZ   |
| Ptačí kupy                | 1013 m | 034 m        | 00,4 km → Holubník       | Smědavská hornatina   | CZ   |
| Na kneipě (Jizerské hory) | 1013 m | 016 m        | 00,7 km → Jizera         | Smědavská hornatina   | CZ   |
| Bílá smrt                 | 1010 m | 009 m        | 00,4 km → Holubník       | Smědavská hornatina   | CZ   |
| Polední kameny            | 1006 m | 020 m        | 00,8 km → Smědavská      | Smědavská hornatina   | CZ   |
| Zámky                     | 1005 m | 060 m        | 02,6 km → Bukovec        | Soušská hornatina     | CZ   |
| Bukovec                   | 1005 m | 098 m        | 02,6 km → Věžní skály    | Soušská hornatina     | CZ   |
| Milíře                    | 1002 m | 067 m        | 01,6 km → Jizera         | Soušská hornatina     | CZ   |
| Cicha Równia              | 1001 m | 046 m        | 01,8 km → Złote Jamy     | Vysoký jizerský hřbet | PL   |
| Podmokła                  | 1001 m | 036 m        | 01,1 km → Łużec          | Vysoký jizerský hřbet | PL   |
| Krogulec                  | 1001 m | 028 m        | 01,0 km → Cicha Równia   | Vysoký jizerský hřbet | PL   |

### Jiné významné horské vrcholy
- Černá studnice (872 m) – výrazný vrchol s rozhlednou nad Jabloncem
- (Tanvaldský) Špičák (812 m) – středisko sjezdového lyžování, na vrcholu hory je rozhledna
- Severák (808 m) – středisko sjezdového lyžování
- (Oldřichovský) Špičák (724 m) – kopec s vyhlídkou a chráněným, převážně bukovým porostem

Seznamy hor v Jizerských horách podle nadmořské výšky a prominence obsahuje Seznam vrcholů v Jizerských horách.

## Geologie

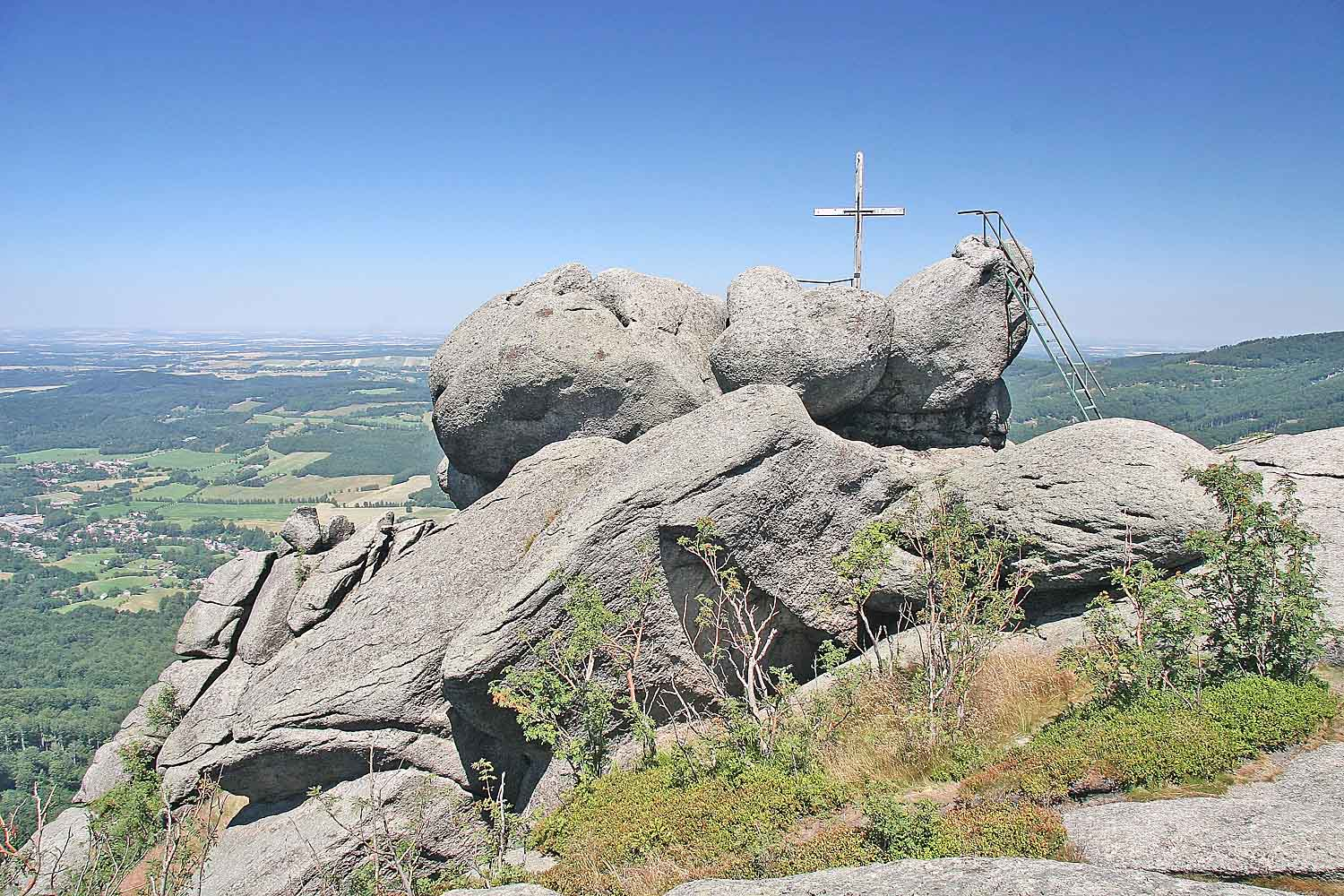
Frýdlantské cimbuří

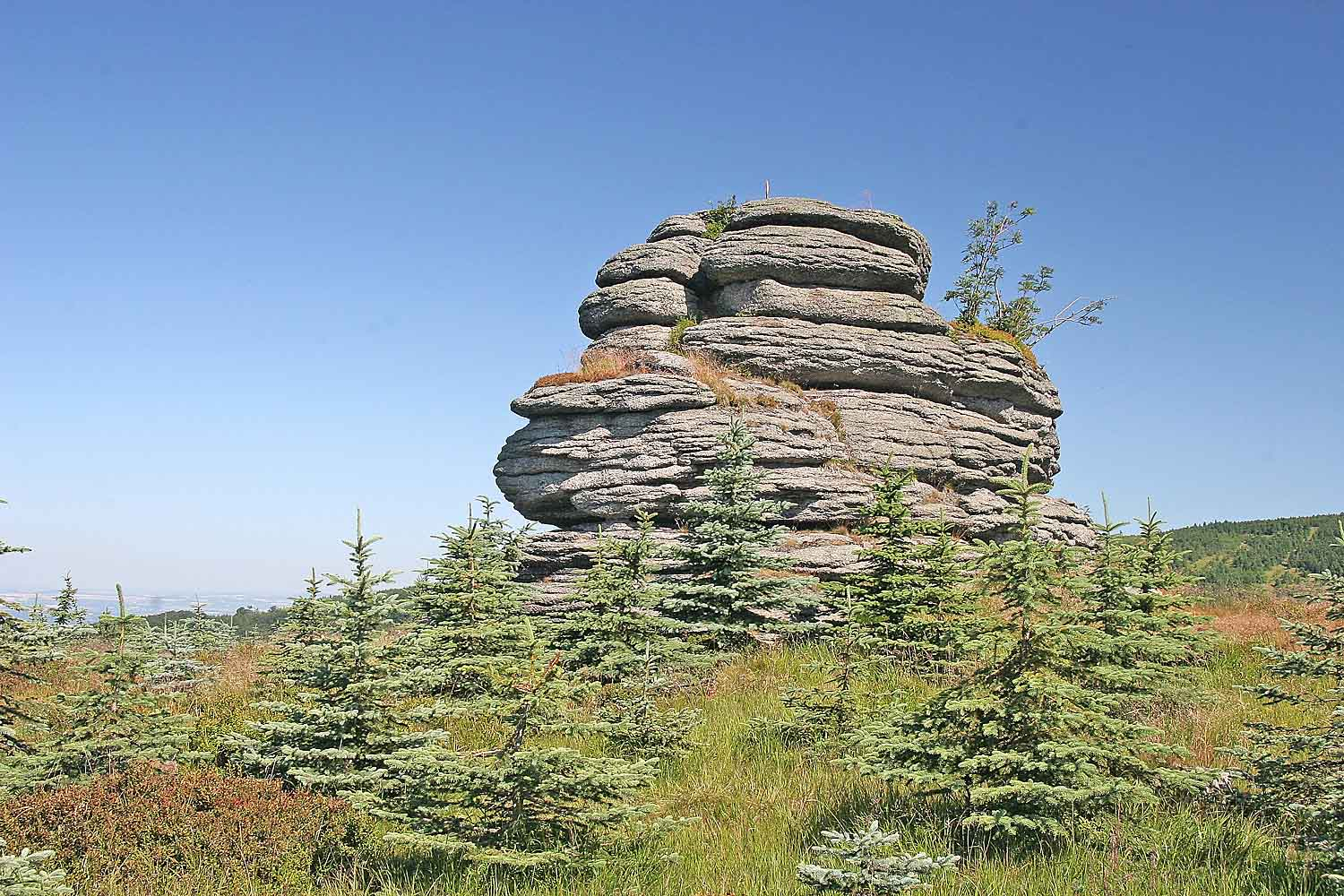
Pytlácká skála

Assyntským vrásněním koncem proterozoika vzniklo na území dnešních Jizerských hor mohutné horstvo tvořené svory a fylity. Toto horstvo však bylo během následujících 200 mil. let téměř zarovnáno a v siluru bylo toto území zaplaveno mořem. Během celé této doby vystupovaly na povrch dva plutony, které dnes tvoří základ pohoří. Prvohorní podklad byl v jediný blok zkonsolidován kaledonským vrásněním. Dnešní tvar reliéfu byl formován dalšími dvěma procesy: hercynským vrásněním a saxonskými pohyby ve třetihorách. Právě v tomto období došlo ke zlomům, podle kterých byly Jizerské hory vyzdviženy. Zlomový svah se zachoval například na severním úpatí v oblasti Špičák, Ořešník, Frýdlantské cimbuří.
Vůdčí horninou dnešního masivu jsou granitové horniny – žuly. Ty se na povrch dostaly obnažením dvou prvohorních plutonů. Z těchto žulových těles je starší lužický pluton, který do hor zasahuje na severozápadě takzvanou rumburskou žulou. Během svého tuhnutí přeměnil tento pluton tlakově a tepelně starší horniny – břidlice – na krystalické břidlice, které tvoří například pruh svorů na severovýchodě hor. V těchto svorech došlo později ke zrudnění (ložiska cínu u Nového Města pod Smrkem) a později také k výronu minerálních pramenů (Lázně Libverda, Czerniawa-Zdrój, Świeradów-Zdrój). Vápence a dolomity tvořící Vápenný vrch u Raspenavy byly přeměněny na mramor. Nejvíce přeměněnými horninami jsou jizerské ortoruly tvořící polský Vysoký hřeben jizerský a horu Smrk. Nad Novým Městem se nachází ložisko další z krystalických břidlic – leptinytu. Přeměněné horniny jsou také železnobrodské břidlice a křemence (Bílá skála u Příchovic).
Druhý, krkonošsko-jizerský pluton tvoří zhruba oblast od Chrastavy po Sněžku. Ten utuhl v karbonu a jeho žuly tvoří většinu jizerskohorských skalních útvarů. Ve třetihorách se k nerostnému složení hor přidaly další vyvřeliny, zejména čediče. Nejmohutnějšími čedičovými tělesy je Bukovec nad Jizerkou a Buková u Jiřetína. Během čtvrtohor byly Jizerské hory zaledněny jen místy, kontinentální ledovec se zastavil na jejich severních úpatí. Přesto však ledovec Jizerské hory ovlivnil. V důsledku mrazového zvětrávání vznikly útvary jako jsou například mrazové sruby a skalní hradby. Dalšími zajímavými skalními útvary na území hor jsou skalní mísy, viklany a skalní hřiby.

## Vodopis
Díky své poloze mají Jizerské hory velmi hustou síť vodních toků. Po hřebenech pohoří probíhá rozvodí mezi Baltským a Severním mořem. Ze západní a jihozápadní části odvádí vodu Lužická Nisa Žitavskou kotlinou do Baltského moře. Jedním z jejich přítoků je Smědá, odvodňující sever pohoří. Dalšími významnými přítoky jsou Jeřice, Řasnice a Lomnice. Na polské straně jsou významnými řekami Bobr, Kamienna a Kwisa. Východ a jihovýchod území je odvodňován Jizerou do Labe a tím do Severního moře. Jejím nejvýznamnějším přítokem je Kamenice.
Pro vodní režim oblasti mají zásadní význam rašeliniště. Rašeliník, který je dominantní rostlinou vrchovišť, dokáže ve svých buňkách pojmout veliké množství srážkové vody – až dvacetinásobek vlastní váhy. Tím ovlivňuje výpar a zpětné zvlhčování mikroklimatu hor. Zároveň také zpožďuje jarní odtoky vod.

### Vodní plochy
Jedinými přirozenými vodními plochami Jizerských hor jsou rašelinná jezírka a tůně. Do konce 19. století byly v horách budovány pouze nevelké účelové vodní stavby, sloužící k pohánění pil a brusíren skla. Po katastrofální povodni z 29. 7. 1897, kdy na území Jizerských hor padlo rekordní množství srážek, bylo rozhodnuto na ochranu před dalšími takovými událostmi vybudovat několik údolních přehrad. Pro nově založené stavební družstvo Vodní družstvo k regulování říčních toků a ke stavbě přehrad v povodí Zhořelecké Nisy vyprojektoval profesor Otto Intze šest přehrad. Šlo o první údolní přehrady na území Česka, což také vzbuzovalo ve své době obavy. Nakonec bylo postaveno pět těchto tížných zděných přehrad, nerealizovala se výstavba hráze na Jeřici. Dokončeny byly Harcovská přehrada, Bedřichovská přehrada, Mníšecká přehrada, Mlýnická přehrada a Jablonecká přehrada. Roku 1915 byly dostavěny další dvě přehrady – tentokrát sypané – v povodí Jizery. Jedna z nich, přehrada na Bílé Desné, se o rok později tragicky protrhla. Druhá, Soušská přehrada, dnes slouží jako zdroj pitné vody pro Jablonec nad Nisou. Zdrojem vody pro Liberec a Českolipsko je (opět se sypanou hrází) vodní nádrž Josefův Důl, postavená v letech 1976–82.
V plánech ministerstva zemědělství ČR jsou další tři samostatné a tři soustavy přečerpávacích nádrží v okolí Hejnic. Podle mnohých názorů však k jejich výstavbě není důvod, navíc by došlo k zatopení a rozsáhlým změnám v chráněných oblastech hor.

### Minerální prameny
V úzkém pruhu svorů na styku žuly a krystalických břidlic vyvěrá několik minerálních pramenů. Nejznámější prameny jsou jímány v Lázních Libverda. Jde o kalcium-bikarbonátové kyselky se slabou mineralizací (asi 1 g/litr). Jižně od Nového Města pod Smrkem v údolí Ztraceného potoka vyvěrá ještě méně mineralizovaný pramen. Další kyselky vyvěrají na povrch v polských lázních Czierniava-Zdrój a Świeradów-Zdrój. Jejich voda obsahuje rozpuštěný radon. Alkalická, natrium-bikarbonátová kyselka vyvěrá ve Vratislavicích nad Nisou.

## Podnebí
Základní rysy podnebí jsou dány polohou pohoří ve středu Evropy a skutečností, že jde o první vyšší celistvý útvar na severozápadním okraji Krkonošsko-jesenické soustavy. Na jeho poměrně malé rozloze se střídají různé terénní útvary, které výraznou měrou ovlivňují místní klimatické podmínky a způsobují jejich velkou proměnlivost. Tu podmiňuje také expozice a sklon svahů, horninové podloží, vegetační kryt a skalní útvary. Jako celek poskytuje pohoří vhodné podmínky pro větrnou cirkulaci, patří do chladné klimatické oblasti. Léto je v centrální oblasti hor krátké, mírně chladné a vlhké, zima je dlouhá, po 140 až 160 dní v roce je oblast pokryta sněhem. V průběhu roku je 30–40 jasných dní.

### Teplota
Průměrná roční teplota se pohybuje mezi 4–7 °C, v lednu od -7 do -3 °C a v červenci v rozmezí 12–16 °C. Extrémní teplota byla naměřena na Jizerce v roce 1940 a činila -42 °C. 31. prosince 1978 poklesla teplota během 24 hodin o 20 °C.
V oblasti jsou časté teplotní inverze, kdy jsou sníženiny obklopující horský masiv zaplaveny shora stékajícím studeným vzduchem. Dochází k nim na Jizerce, v Liberecké a Jablonecké kotlině a ve sníženinách kolem Tanvaldu, Smržovky a Hejnic.

### Srážky
Jizerské hory jsou prvním pohořím Krkonošsko-jesenické soustavy, které je vystaveno převládajícímu vlhkému severozápadnímu větrnému proudění, a jako takové jsou srážkami postihovány relativně více než jiná pohoří. Celkem v horách spadne ročně 800–1700 mm vody za rok. Od 29. července 1897 drží český rekord v denním úhrnu srážek – na stanici na Nové Louce bylo tehdy naměřeno 345 mm. 8. srpna 1978 spadlo na pramenech Jizery za 10 hodin 250 mm vody. Rekordní bývají také srážkové úhrny měsíční (v červenci 1897 656 mm) a roční (na Jizerce spadlo roku 1926 celkem 2201 mm).
V rámci Česka jsou rekordní také úhrny zimních srážek, které například průměrně za šest zimních měsíců let 1901–1950 činily 800 mm. Sníh v Jizerských horách začíná padat velmi brzy a poměrně dlouho zůstává ležet. Například na Kristiánově bylo první sněžení zaznamenáno již 3. listopadu a posledním dnem sněhové pokrývky byl 15. červen. V roce 2009 ležela souvislá pokrývka v celém pohoří již od 14. října. V nejvyšších partiích hor dosahuje mocnost sněhové pokrývky 150 cm, někdy však až 300 cm.

## Příroda
Podoba a rozmanitost přírody Jizerských hor je do značné míry určena jejich žulovým podložím, polohou, nadmořskou výškou, klimatickými podmínkami a v poslední době i radikální změnou přírodního prostředí náhorní plošiny. Na rozdíl od sousedních Krkonoš chybí v Jizerských horách přirozené alpinské a subalpinské vegetační pásmo. Nejsou zde ani ledovcové kary s lavinovými dráhami, flora i fauna je proti Krkonoším chudší. Výjimkou z této chudosti je příroda na čedičovém vrchu Bukovci.

### Flora

#### Lesy
Hlavním přirozeným vegetačním typem hor je les. Přirozená bezlesí se nacházejí jen na skutečně extrémních místech, jako jsou sutě nejvyšších vrcholů, živá rašeliniště, mokřady a vodní plochy. Před příchodem člověka bylo pohoří pokryto bučinami a smíšenými lesy skládajícími se z buků, smrků a jedlí. Dnes se v horách tyto klimaxové pralesy již nenacházejí, v současných porostech třeba téměř chybí jedle. Smíšené lesy s převahou buku lesního se zachovaly například na severních svazích hor. Ve vysokých polohách a na mokrých půdách se nacházely přirozené smrčiny.

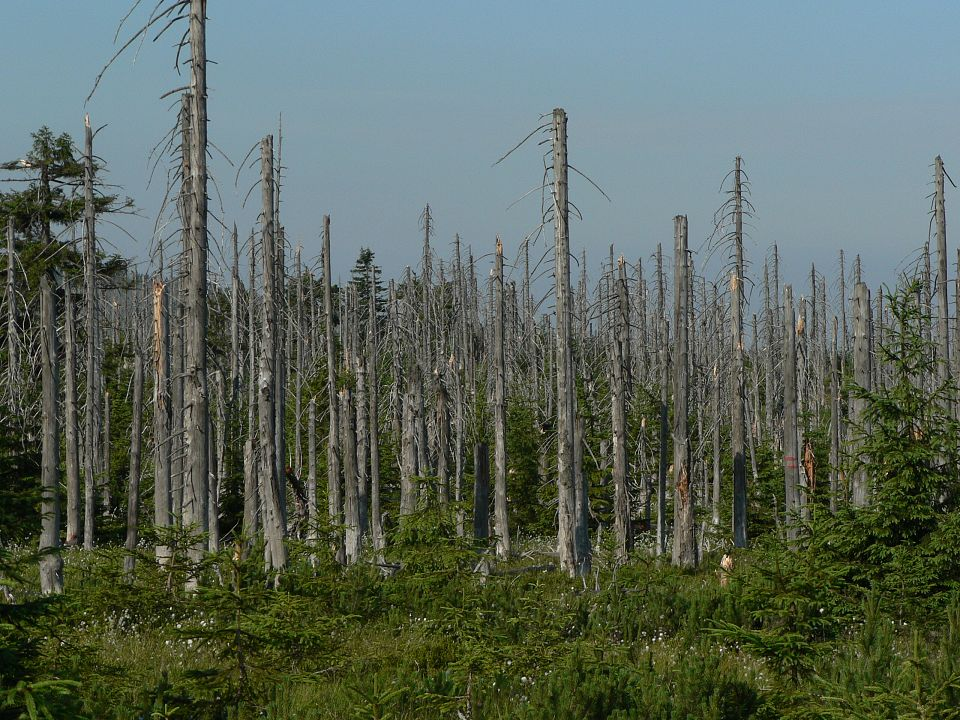
„Les telegrafních sloupů“

Původní lesy zůstávaly nedotčené až do německé kolonizace oblasti ve 13. století, kdy byla jejich plocha zredukována téměř na dnešní úroveň. Vrcholové partie si svou původní podobu uchovávaly až do 16. století, k těžbě dřeva v nich došlo až v 17. století. Největší spotřebu dřeva mělo sklářství, pro které bylo dřevo palivem a také zdrojem potaše do sklářského kmene. Jedlové dřevo se těžilo také pro výrobu šindele na střechy chalup. Od druhé poloviny 18. století je součástí místního hospodářství také lesnictví. Díky holosečnému hospodářství došlo k naprostému vydrancování lesů – listnaté a smíšené porosty na mnoha místech zcela zanikly. Již v minulosti docházelo k pokusům o obnovu lesa umělým výsevem – a to výsevem produkčně výhodného smrku. První nákup smrkových semen pocházel z Ostravska roku 1833. Ukázalo se však, že dovezené smrky nemají růstové vlastnosti a odolnost původních jizerskohorských smrků. Tyto umělé smrkové monokultury, tvořené stejnověkými, hustě sázenými smrky, postihovaly již od začátku 20. století katastrofální polomy a všemožné hmyzí kalamity, při kterých docházelo ke značným škodám. Nedobrou situaci smrkových porostů ještě zhoršily projevy průmyslových imisí od roku 1965, pocházejících z tepelných elektráren z Polska (elektrárna Turów) a NDR. Důsledkem dalšího oslabení imunity porostů bylo jejich odumírání, vedoucí až ke vzniku mrtvých „lesů telegrafních sloupů“. Odumírající smrkové porosty náhorní plošiny byly v 70. a 80. letech 20. století téměř zcela odtěženy, čímž vznikly rozsáhlé holiny, které se dnes pomalu opět zalesňují.
Bylinný podrost lesů je chudý zejména kvůli vlhkému podnebí a velmi kyselé půdě. Vyskytuje se zde např. měsíčnice vytrvalá, lýkovec jedovatý, mléčivec alpský, vzácně lilie zlatohlavá a vranec jedlový. Ve zbytcích původních klimaxových smrčin roste například podbělice alpská, čípek objímavý, papratka horská.

#### Rašeliniště
Rašeliniště v Jizerských horách začala vznikat hned po skončení poslední doby ledové, zhruba před 10 000 lety, a k jejich největšímu rozvoji došlo před 5000 lety. V horách je přes 50 rašelinišť o celkové rozloze přesahující 250 ha, jejichž mohutnost dosahuje až několika metrů. Největšími rašeliništi jsou Rašeliniště Jizery a Rašeliniště Jizerky. Většina rašelinišť je přísně chráněna, a tedy běžně nepřístupná, Rašeliniště Jizerky a Na Čihadle však byla částečně zpřístupněna.
Pro rašeliniště typický je výskyt borovice kleče společně s borůvkou bažinnou, kyhankou sivolistou, klikvou bahenní a šichou černou. Rašeliníků se zde vyskytuje 10 druhů. Mezi vzácnější druhy patří blatnice bahenní, ostřice chudokvětá a ostřice mokřadní a suchopýrek trsnatý a jalovec obecný nízký.

### Fauna
Pro Jizerské hory přirozená skladba živočichů by vycházela z jejich životního prostředí – tedy smíšených lesů. To, že se toto přirozené prostředí již v pohoří prakticky nevyskytuje a bylo nahrazeno smrkovými monokulturami a následně holinami, mělo velmi nepříznivý dopad na pestrost živočišných druhů v oblasti. Nejméně narušenou oblastí jsou rašeliniště, která však nejsou dostatečně velká na to, aby tvořila samostatné biotopy pro vyšší živočichy.

#### Savci
Poslední medvěd byl zastřelen v dubnu roku 1741 ve fojteckém polesí, tamtéž byl zastřelen i poslední vlk 6. června 1766 (na Nové Louce). Z lovné zvěře byl nejvíce ceněn jelen evropský, pro kterého nechali Clam-Gallasové vybudovat roku 1848 obrovskou jelení oboru s obvodem 42 km, která byla později ještě rozšířena. Poslední prase divoké bylo zastřeleno roku 1924, po roce 1945 se zde však usadila prasata uniklá z německých a polských obor. Dále zde žijí daňci, mufloni a srnci.
Podle aktuálních zpráv, respektive nalezených stop a snímků z fotopastí, se na území Jizerských hor pohybuje rys ostrovid a v těsném okolí Jizerských hor opět několik smeček vlků.
Dalšími savci jsou rejsek horský a hrabošík podzemní. V bývalé přepouštěcí štole přehrady na Bílé Desné a ve starých důlních štolách u Nového Města žije celkem asi 12 druhů netopýrů – například netopýr pobřežní, netopýr velkouchý a netopýr severní.

### Chráněná území
Na území hor se nacházejí následující chráněná území:
- Chráněná krajinná oblast:

CHKO Jizerské hory
- Národní přírodní rezervace:

Jizerskohorské bučiny
Rašeliniště Jizery
Rašeliniště Jizerky
- Přírodní rezervace

Na Čihadle
Jedlový důl
Černá hora
Prales Jizera

## Historie
Jizerské hory a jejich okolí patřily vždy k nejméně pohostinným a přístupným oblastem českých zemí. Jejich osídlování Lužickými Srby probíhalo pomalu, a to nejprve ve směru od Žitavy podél toku Smědé. Před osadníky ovšem již v dávné historii hory objevovali jistě lovci a zejména prospektoři. Neolitická těžba hornin pro výrobu kamenných seker je doložena v jižní části hor na Maršovickém vrchu. I známá horská osada Jizerka byla původně místem těžby drahokamů. Za vůbec první stálé sídliště v oblasti je považováno hradiště na vrchu Chlum těsně za hranicemi Jizerských hor. Další pronikání do hor směřovalo podél proudu Lužické Nisy a zanechalo své stopy v Hrádku, na Grabštejnu a v Chrastavě. Tyto osady se však rozkládaly mimo samotné pohoří, do jehož hlubokých lesů se až do středověku odvažovali jen prospektoři, ptáčníci a uhlíři. Až za vlády Přemysla Otakara II. ve 13. století byli do prakticky pusté oblasti pozváni osadníci z okolních německých zemí, aby ji pozvedli. Hory patřily ve 14. století k církevnímu majetku spravovanému z cisterciáckého kláštera v Mnichově Hradišti.
Již předtím byl na Frýdlantsku založen v polovině 13. století pány z Ostrve frýdlantský hrad. Roku 1278 jej odkoupili Biberštejnové, kteří jej vlastnili až do roku 1551. Kromě frýdlantského panství jim patřilo také panství liberecké, spravované z hradu Hamrštejna, pod jehož správu patřila také nevelká osada Liberec a okolní přípotoční vesnice. Když v době husitské zanikly bohaté kláštery v Hradišti a Turnově, rozebrali si jejich majetky okolní šlechtické rody. Kromě panství libereckého a frýdlantského tak později zasahovalo na území Jizerských hor také panství hradů Frýdštejna a Vranova (pozdější panství Malá Skála), Hrubého Rohozce a Návarova.
Po vymření frýdlantské větve Biberštejnů se jejich původních držav ujal rod Redernů, vynikající nejen na vojenském poli ale také mimořádnou podnikavostí a láskou ke krásným věcem. Jiné tehdejší okolní rody se jim však v těchto vlastnostech blížily, a tak se Redernové, Vartenberkové a Oppersdorfové pokoušeli ze svých držav vytěžit co možná nejvíce. Proto založili textilní osady (Kateřinky, Hluboká, Starý Harcov), doly (Nové Město pod Smrkem) a pokusili se také využít lesy Jizerských hor k zakládání skláren. Sklárny vznikají především na Jablonecku: roku 1548 zakládá František Kuntze huť ve Mšeně u Jablonce, deset let poté zbudoval Jan Schürer huť syřišťovskou (dnešní osada Huť), v roce 1577 Pavel Schürer huť rejdickou a konečně roku 1598 Bedřich Wander huť bedřichovskou. Mezitím se na Liberecku rozmohlo zpracování sukna – za Albrechta z Valdštejna dodávalo město Liberec týdně tisíc uniforem pro vévodovy pluky. Po Albrechtově smrti se vlády nad jeho panstvími ujali jeho bývalí podřízení: generálové Matyáš Gallas a Mikuláš Desfours.
Ve středověku prodělala oblast i několik „zlatých horeček“, kdy sem výskyt drahých kamenů přilákal hledače z celé Evropy. Těžba drahých kamenů přitáhla v 16. století do oblasti také italské rytce. Jedním z bývalých nalezišť je například Safírový potok.
Gallasové získali kontrolu nad frýdlantským a libereckým panstvím a později svá panství ještě rozšířili o hrady Grabštejn a Lemberk. Také Gallasové byli podnikavým rodem, který ze svých panství chtěl vytěžit maximum, proto za jejich správy došlo k dalšímu rozvoji textilního průmyslu, ale také k rozsáhlým selským nepokojům, podníceným kovářem Andreasem Stelzigem.
Po skončení třicetileté války patřilo hraběcí rodině Desfoursů panství Hrubý Rohozec, panství Malá Skála a panství Semily. Od něj roku 1662 oddělili Desfoursové statek Smržovka a v jeho okolí založili množství nových osad, jejichž obyvatelé se živili pěstováním dobytka, prací v lesích a předením příze. Osady nesou jména svých zakladatelů – Albrecht Maxmilián Desfours například založil Albrechtice v Jizerských horách, Maxov, Antonínov, Hrabětice, podle jeho syna je pojmenován Josefův Důl a Karlov, podle jeho manželky Mariánská Hora. Na svých panstvích podporovali sklářství a několikrát usilovali o to, aby se Jablonec nad Nisou stal sklářským městem. V tom však uspěl až roku 1808 nový majitel maloskalského panství, Franz Zacharias Römisch. Tohoto roku se Jablonec stal městysem a roku 1866 městem.
Roku 1757 Gallasové vymřeli a jejich panství zdědil rod Clamů. Ti jej pod jménem Clam-Gallasové vlastnili až do roku 1945. Za jejich panování se venkovské Lázně Libverda staly významným společenským střediskem a dokonce neoficiálním sídlem panství. Liberec byl přebudován na moderní průmyslové město, ve kterém vznikají nejprve soukenické manufaktury a později také textilní a strojní továrny. Velký podíl na přeměně manufakturní oblasti v jedno z nejproduktivnějších průmyslových měst Rakousko-Uherska měl mladý soukeník Johann Liebieg. Kromě jeho průmyslového impéria vzniklo v okolí hor mnoho dalších továren: v Raspenavě to byly dílny rodiny Richtrovy, v Novém Městě Klingrova firma, v Českém Dubu továrna Schmittova, ve Vratislavicích se v továrně Ginzkey vyráběly koberce, další textilní továrny vyrostly po celých Jizerských horách. Na Tanvaldsku se vznikl bavlnářský průmysl a na Jablonecku množství moderních sklářských hutí rodiny Riedlových. Z Liberce se v této době stalo druhé největší město Čech a také Jablonec se stal průmyslovým městem. V 19. století bylo Jablonecko největším světovým výrobcem a vývozcem bižuterie.
V blízkosti pramenů Jizery na jihovýchodním úbočí Smrku se nachází tzv. Sporné území (německy Strittstück). Název území zabírající plochu přibližně 240 ha pochází ze sporu, který o něj vedla frýdlantská vrchnost s pány z Greiffenštejna. Tento spor trval od 16. století až do roku 1845, kdy byla hranice stanovena úředně.
Až do konce druhé světové války byla většina obyvatel Jizerských hor německé národnosti. Po vysídlení Němců z Československa proto došlo k značnému vylidnění zdejších měst a osad. Na jejich místo se nastěhovalo české obyvatelstvo z vnitrozemí.

### Drobné památky

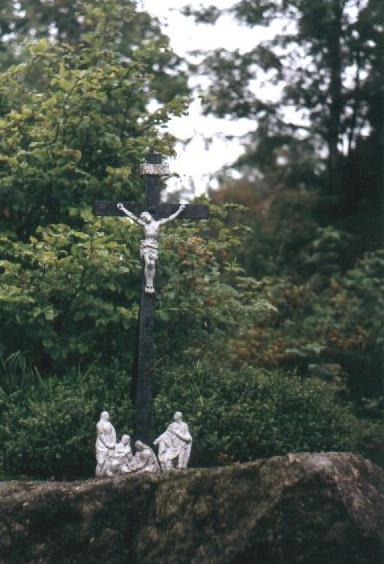
Bäumelův kříž

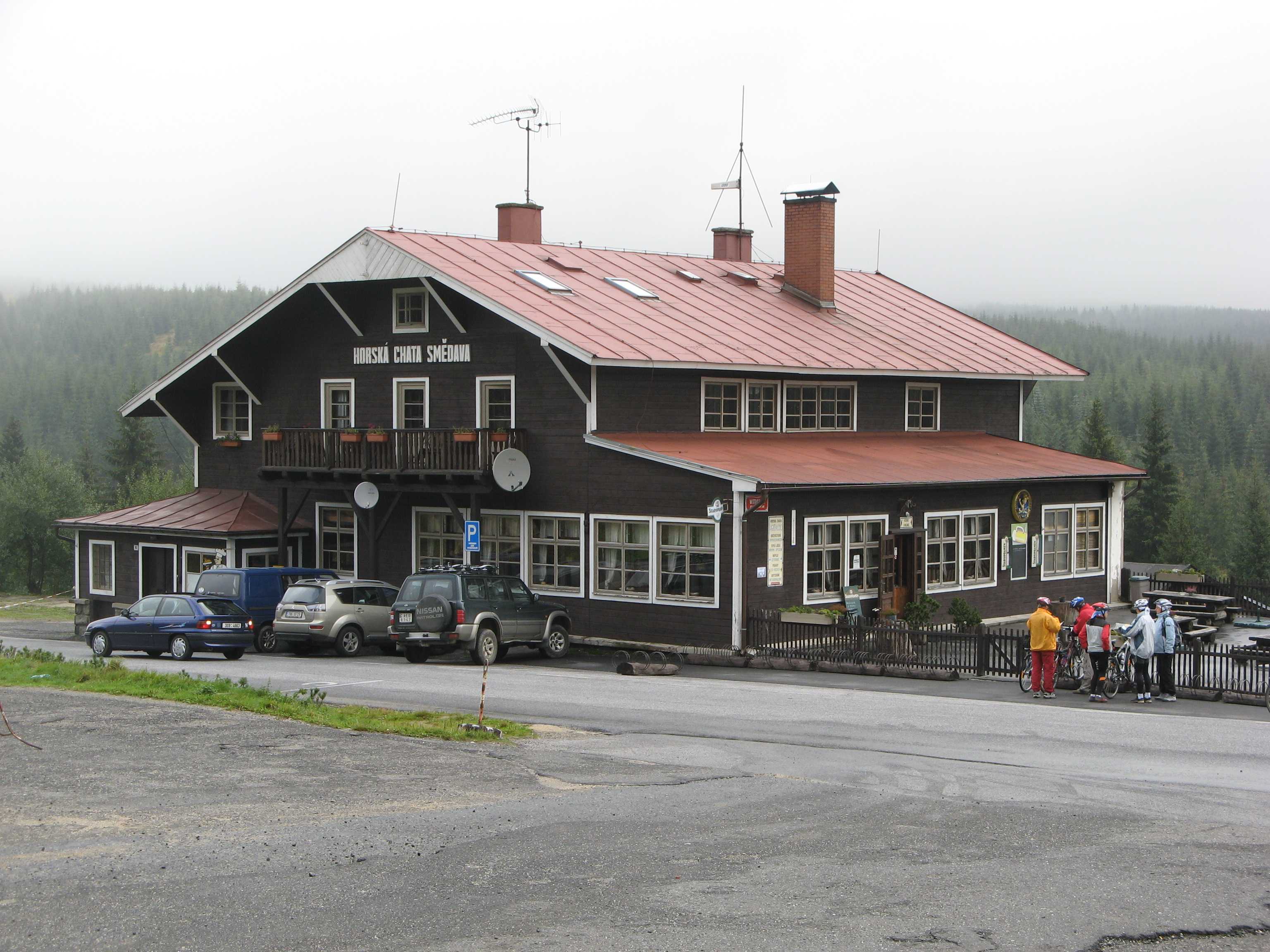
Turistická chata Smědava

Jednou ze zvláštností dokreslujících nelehký život obyvatel Jizerských hor je velké množství pomníků, pomníčků a jiných drobných památek. Některé z nich jsou kamenné, častěji mají podobu dřevěných křížů nebo prostých tabulek na stromech. Většinou připomínají místo, kde se udála nějaká šťastná nebo častěji nešťastná událost. Jde o vzpomínky na dřevorubce zabité padajícím stromem, rozmačkané při svážení dřeva na saních, oběti vražd a loupeží, také pomníky lesníků a pytláků zabitých ve vzájemných přestřelkách, někdy také o smírčí kříže. V oblasti Jizerských hor je více než 200 takových památek. Nejstarší známou památkou je Klogertův kámen, který leží v Bedřichovském lesním revíru a připomíná smrt dřevorubce Klogerta v roce 1674. Pomníčky ovšem přibývají i dnes, kdy se jedná zejména o smrtelné úrazy cyklistů. Na tom, že se mnoho drobných památek zachovalo až do dnešních dnů, má zásluhu také Spolek Patron, jehož členové se již mnoho desítek let ve svém volném čase věnují vyhledávání, popisu a opravám drobných památek. Bez této činnosti by již mnoho památek dávno neexistovalo.
Mezi nejznámější pomníčky patří: Hennrichův kříž, Krop-Seffův kříž, U zabitého mládence, Porscheho smrt a Bílá smrt v sedle Holubníku.

## Turistika a sport
Jizerské hory jsou oblíbenou turistickou, rekreační a také sportovní oblastí. V létě jsou oblíbeným terénem pro turistické a cykloturistické výpravy. V zimě je v horách vedena síť běžkařských stop nazývaná Jizerská magistrála. Na české straně hor se odehrává závod v běhu na lyžích – Jizerská padesátka (Memoriál expedice Peru '70). Na straně polské je takovým závodem padesátikilometrový Bieg Piastów. O záchranu zbloudilých a zraněných turistů na české straně se stará místní Horská služba.

### Zimní lyžařská střediska
- Bedřichov
- Severák
- Tanvaldský Špičák

### Turistická střediska
- Smědava
- Jizerka
- Nová Louka

### Historie turistiky
O turistice v okolí Jizerských hor lze hovořit až v 19. století, kdy obyvatelé rozvíjejících se továrních center na Liberecku, Jablonecku a Frýdlantsku začali vyrážet do hor za čistým ovzduším. Roku 1884 byl založen v Liberci Německý horský spolek pro Ještědské a Jizerské hory (Der deutsche Gebirgsverein für das Jeschken und Isergebirge), který usiloval o zpřístupnění těchto hor nejširším vrstvám obyvatelstva. Spolek budoval cesty, vyhlídkové věže a rozhledny, turistické značení, chaty, útulny, pořádal také vlastivědné vycházky a vydával vlastní ročenku. Na začátku 20. století vedly značené turistické cesty od všech železničních stanic na trati Liberec – Jablonec nad Nisou – Tanvald – Kořenov. Roku 1934 měl spolek přes 8000 členů v 25 skupinách. Na aktivity tohoto spolku prakticky navázal nynější Jizersko-ještědský horský spolek, který vznikl v roce 1996.
Od osmdesátých let 19. století budovaly snad všechny pobočky spolku vyhlídky a rozhledny – celkem jich bylo postaveno 33. Kamenných a železných rozhleden bylo postaveno deset, prostředky na jejich stavbu se obvykle získávaly z finančních sbírek. Vůbec nejstarší železnou rozhlednou v Česku je Slovanka nad Hraběticemi postavená roku 1887. Dalšími rozhlednami v Jizerkách a přilehlém okolí byly: Královka (1888 dřevěná, od roku 1907 kamenná), Bramberk (1889 dřevěná, 1912 kamenná), Černá studnice (1885 dřevěná, 1905 kamenná), Nad Prosečí (1892 a 1908 dřevěná, 1932 kamenná), rozhledna Tanvaldský Špičák (1909), Štěpánka na Hvězdě dokončená roku 1892 a také Smrk (1892 dřevěná, 2003 ocelová).
Dalším turistickým spolkem byl dělnický německo-český spolek Přátelé přírody (Naturfreunde) vzniklý roku 1895. Český Klub českých turistů vznikl v Liberci 10. 3. 1900, zaměřil se však převážně na oblast Podještědí.

### Historie horolezectví
Jizerské hory jsou významnou horolezeckou oblastí. Nabízejí výhradně výstupy po drsné a ostré žule, které mají podobný tradiční charakter jako pískovcové lezení. Stabilní jištění (kruhy a skoby) jsou umístěna ve skále zpravidla daleko od sebe a mezi nimi se horolezci musejí dojistit vlastními prostředky (smyčky, vklíněnce a friendy).
Horolezecké skály se dělí do osmi sektorů Stržový vrch a Kopřivník, Srázy a Poledník, Malý a Velký Štolpich, Polední kameny a Hlídači, Paličník, Tišina a Smrk, Odlehlé skály, Rudolfov. V zimě se leze na ledopádech ve Štolpichu, na Černém potoce a v opuštěném lomu u Oldřichova.
První cestu vylezli Adolf Gahler a Willi Kahl na Uhlířovu čapku v roce 1892 pomocí přehozeného lana přes skalní věž. První sportovní výstup pouze vlastní silou vykonali Karl Kirchhof, Rudolf Blumrich a Franz Salomon Dříčským komínem také na Uhlířovu čapku roku 1904. Za nejkrásnější skálu Jizerských hor se pokládá Zvon, na který poprvé vylezli Rudolf Kauschka, Franz Haupt, Rudolf Tham a Emil Löppen Kauschkovou spárou v roce 1921. Za nejkrásnější výstup je považována Severní cesta na Zvon, kterou poprvé prostoupili bratři Wolfgang Ginzel, Gustav Ginzel a jejich přítel Adolf Mai roku 1952.